# Despreciado (álbum)
Despreciado escrita por José Alfredo Jiménez

## Lista de canciones
| Despreciado |                            |                             |          |  |
| N.º         | Título                     | Escritor(es)                | Duración |  |
| 1.          | «Tomando y tomando»        | Martín Ruvalcaba            | 2:27     |  |
| 2.          | «Despreciado»              | José Alfredo Jiménez        | 2:50     |  |
| 3.          | «Qué te ha dado esa mujer» | Gustavo Rivera              | 3:38     |  |
| 4.          | «El barzón»                | Miguel Muñiz                | 3:18     |  |
| 5.          | «Tragos amargos»           | Jesse Salcedo, F. Martínez  | 3:08     |  |
| 6.          | «Copa tras copa»           | Rubén Méndez, Rubén Fuentes | 2:00     |  |
| 7.          | «Tu recuerdo y yo»         | José Alfredo Jiménez        | 2:56     |  |
| 8.          | «Se les peló el moreño»    | Lupillo Rivera              | 3:04     |  |
| 9.          | «Me gusto es»              | Dolores Ayala               | 3:30     |  |
| 10.         | «Yo no fui»                | Consuelo Velázquez          | 2:39     |  |
| 11.         | «Dedicatoria»              | Lupillo Rivera              | 1:04     |  |

## Tabla de procesión y sucesión
| Predecesor: Paulina de Paulina Rubio | U.S. Billboard Top Latin Albums — Álbum N°. 1 10 de marzo de 2001 - 16 de marzo de 2001 | Sucesor: La historia de Ricky Martin |

| Predecesor: Historia de un ídolo, vol. 1 de Vicente Fernández | U.S. Billboard Regional Mexican Albums — Álbum N°. 1 (Primera vuelta) 3 de marzo de 2001 - 23 de marzo de 2001 | Sucesor: Historia de un ídolo, vol. 1 de Vicente Fernández                      |
| Predecesor: Ansia de amar de Conjunto Primavera               | U.S. Billboard Regional Mexican Albums — Álbum N°. 1 (Segunda vuelta) 26 de mayo de 2001 - 1 de junio de 2001  | Sucesor: Historia de un ídolo vol. 1 de Vicente Fernández                       |
| Predecesor: Historia de un ídolo vol. 1 de Vicente Fernández  | U.S. Billboard Regional Mexican Albums — Álbum N°. 1 (Tercera vuelta) 9 de junio de 2001 - 6 de julio de 2001  | Sucesor: Homenaje a Chalino Sánchez de Jessie Morales: El Original de la Sierra |

- Datos: Q5265020